# En un moll de Normandia
En un moll de Normandia (originalment en francès, Ouistreham) és una pel·lícula francesa dirigida per Emmanuel Carrère i estrenada el 2021. És una adaptació del conte Le Quai de Ouistreham de Florence Aubenas publicat el 2010. S'ha doblat i subtitulat al català.
Es va presentar al Festival de Cinema de Canes de 2021. El llançament a les pantalles de cinema es va planejar pel 2021, però es va posposar a gener de 2022.

## Sinopsi
A principis dels anys 2000, l'escriptora Marianne Winckler viu ocultant la seva identitat durant sis mesos al món del treball temporal i precari en sol·licitar un lloc com a operària de la neteja a bord dels transbordadors que feien la connexió entre Ouistreham i Portsmouth.

## Repartiment
- Juliette Binoche: Marianne Winckler[5]
- Hélène Lambert: Christèle
- Léa Carne: Marilou
- Émily Madeleine: Justine
- Patricia Prieur: Michèle
- Évelyne Porée: Nadège
- Didier Pupin: Cédric
- Louis-Do de Lencquesaing: Louis-Do, amic de la Marianne.
- Charline Bourgeois-Tacquet: Charline, amic d'en Louis-Do.
- Aude Ruyter: assessora d'ocupació.